# Batman: Početak
Batman: Početak (eng. Batman Begins) je film Christophera Nolana iz 2005. o liku Batmana iz stripova DC Comicsa. U glavnoj ulozi pojavljuje se Christian Bale, a uz njega nastupaju i Michael Caine, Gary Oldman, Liam Neeson, Katie Holmes, Cillian Murphy, Morgan Freeman, Ken Watanabe, Tom Wilkinson i Rutger Hauer. Film je obnovio filmski serijal o Batmanu, a pričom se vraća na podrijetlo Brucea Waynea, njegov prvi susret sa šišmišima, smrt njegovih roditelja i preuzimanje novog identiteta.
Nakon niza neuspješnih projekata koji bi oživjeli Batmana na filmu nakon kritičkog i komercijalnog neuspjeha filma Batman i Robin, Nolan i David Goyer su 2003. počeli raditi na filmu primjenjujući mračniji i realističniji ton, s humanošću i realizmom kao temeljima filma. Cilj je bio da publiku jednako privlači i Bruce Wayne i Batman. Film, koji se snimao u Engleskoj i Chicagu, oslanjao se na tradicionalne kaskaderske sekvence i minijature - digitalni zahvati su bili minimalni. Za film su osmišljeni novi Batmobil i mobilniji Bat-kostim.
Batman: Početak je bio kritički i komercijalni uspjeh. Premijerno je prikazan 15. lipnja 2005. u SAD-u i Kanadi u 3,858 kina. U prvom vikendu je zaradio 48 milijuna dolara, a ukupna zarada je dosegla brojku od 370 milijuna dolara. Na Rotten Tomatoesu stoji podatak o 84 posto pozitivnih recenzija. Kritičari su naglašavali da je strah bio dominantna tema te da je film mračniji od prethodnih filmova o Batmanu. Nastavak nazvan Vitez tame objavljen je u lipnju 2008. Režirao ga je također Nolan, a glavnu ulogu je reprizirao Bale. Film je popularizirao obnavljanje franšiza u Hollywoodu.

## Radnja
Osmogodišnji Bruce Wayne pada u špilju gdje naiđe na roj šišmiša. Nakon što je razvio strah od šišmiša, u operi natjera roditelje da iziđu s predstave jer se u njoj pojavljuju likovi slični šišmišima. Ispred kazališta ih opljačka Joe Chill koji ubije njegove roditelje. Iako Chilla kasnije uhićuju, Bruce okrivi samog sebe zbog ubojstva njegovih roditelja.
Godinama kasnije, Bruce se vraća u Gotham City sa Sveučilišta Princeton u namjeri da ubije Joea Chilla kojeg puštaju iz zatvora u zamjenu za svjedočenje protiv mafijaša Carminea Falconea. Prije nego što je uspio išta učiniti, žena prerušena u novinarku ubija Chilla za Falconea. Bruce svojoj prijateljici iz djetinjstva Rachel Dawes priopći svoj plan da je mislio ubiti Chilla, a ona mu odvrati kako joj se gadi njegovo nepovjerenje u pravdu. Bruce se sukobi s Falconeom koji mu kaže kako ne obraća pozornost na prirodu zločina. Wayne nakon toga odlučuje proputovati svijet kako bi shvatio kriminalni um. Nakon gotovo sedam godina, biva zatvoren u butanski zatvor zbog krađe gdje upoznaje Henrija Ducarda. Ducard poziva Waynea da se pridruži elitnoj osvetničkoj skupini, Ligi sjena, koju predvodi Ra's al Ghul. Bruce biva oslobođen i počne putovati na vrh planine kako bi započeo obuku u Ligi. Tijekom obuke svladava svoj srah od šišmiša. Nakon što mu je naređeno da smakne kriminalca i nakon što je saznao za Ra'sovu namjeru da uništi Gotham City, odbije i pobjegne zapalivši palaču Lige, ubivši pritom i Ra'sa. Bruce spašava onesviještenog Ducarda od smrtonosnog pada i ostavi ga u selu.
Bruce se vraća u Gotham City kojim upravlja Falcone te počne vlastiti rat protiv gradskog korumpiranog sustava. Zatraži pomoć od Rachel, koja je postala zamjenica okružnog tužitelja, te policijskog narednika Jima Gordona, koji ga je utješio nakon smrti njegovih roditelja. Nakon što je uspostavio veze u Wayne Enterprises (koji sada vodi William Earle) Bruce, uz pomoć bivšeg člana upravnog odbora Luciusa Foxa, uzima prototip oklopnog automobila i eksperimentalni oklopljeni kostim. U svojoj prvoj noći, omete prijevoz pošiljke droge i ostavi Falconea svezanog za reflektor, stvorivši tako privremeni Bat-signal. Omete i atentat na Rachel, ostavivši joj dokaze protiv suca kojeg potplaćuje Falcone. Dok je istraživao drogu u pošiljci, Batmana iznenadi psihofarmakolog dr. Jonathan Crane koji mu u lice puhne jaki halucinogen. Bruceov batler Alfred Pennyworth spašava Waynea iskoristivši protuotrov koji je razvio Fox kako bi ga spasio. Crane kasnije otruje i Rachel nakon što joj je pokazao kako otrov puštaju u vodovodni sustav grada. Batman je spašava i napadne Cranea vlastitim otrovom. Nakon što je policija stigla u Arkham kako bi uhitila Cranea, Batman pobjegne s Rachel u Batmobilu. Nakon što joj je dao protuotrov, daje joj dvije bočice za Gordona - jedan za njega i jedan za masovnu proizvodnju.
Kasnije, na Wayneovu imanju, na Bruceovu rođendansku zabavu upadne skupina nindža iz Lige sjena predvođenih Ducardom koji otkriva da je on sam Ra's al Ghul, te da je čovjek kojeg je ubio njegov mamac. Ra's, koji je cijelo vrijeme u dosluhu s Craneom, planira uništiti Gotham distribuirajući otrov kroz vodovodne cijevi te je kasnije vaporizirati pomoću odašiljača mikrovalova ukradenog iz Wayne Enterprisesa. Bruce potjera svoje gosti vrijeđajući ih glumeći da je pijan te se nakratko potuče s Ra'som dok mu članovi Lige zapale imanje. Wayne pobjegne u zadnji trenutak uz Alfredovu pomoć. Batman stiže u dio Gothama Narrows kako bi pomogao policiji u borbi protiv psihotičnih kriminalaca, uključujući Cranea koji sada sam sebe zove "Strašilo", kojeg je Liga oslobodila. Rachel naleti na Cranea, ali ga otjera omamljivačem. Kad ju je spasio, Batman joj otkriva svoj identitet i ostavlja Gordonu kontrolu nad Batmobilom kako bi spriječio nadzemni vlak da prenese oružje u središnjicu vodovodnog sustava. Batman se obračuna s Ra'som na vlaku i pobjegne prije nego što je Gordon dignuo u zrak željeznicu kojom putuje vlak, ostavivši Ra's da pogine u velikoj eksploziji.
Nakon bitke Batman postaje javni junak. Bruce preuzima kontrolu nad Wayne Enterprises i postavi Foxa za novog predsjednika uprave, otpustivši Earlea. No, ne uspijeva pridobiti Rachel koja se ne može pomiriti s njegovim dvostrukim identitetom. Novoimenovani poručnik Gordon otkriva Bat-signal za Batmana. Gordon spomene kako će imati pune ruka posla u hvatanju psihopata koje je Ra's pustio iz Arkhama, a posebno naglasi kriminalca koji "voli teatralan pristup" i ostavlja igraće karte s likom Jokera na svim mjestima zločina. Batman obeća da će to istražiti i nestane.

## Glumci
Christian Bale kao Bruce Wayne / Batman: Milijarder industrijalist čije je roditelje ubio pljačkaš kad mu je bilo osam godina. Putujući svijetom nekoliko godina u potrazi za sredstvima borbe protiv kriminala, vraća se u Gotham. Wayne po noći postaje Batman, zaštitnik i osvetnik Gotham Cityja. Bale je angažiran 11. rujna 2003. nakon što je izrazio zanimanje za ulogu Batmana nakon što je Darren Aronofsky počeo planirati vlastitu filmsku adaptaciju. Nolan je u vidu imao i Billyja Crudupa, Jakea Gyllenhaala, Hugha Dancyja, Joshuu Jacksona, Eiona Baileyja i Cilliana Murphyja. Bale je smatrao kako su prethodni filmovi previše prostora posvećivali negativcima i ostavljali Batmana u zapećku. Kako bi što uvjerljivije dočarao Batmana, Bale je proučavao stripove i ilustracije superjunaka.
Redatelj Nolan je rekao o Baleu, "On ima pravi omjer tame i svjetla koji smo tražili." Goyer je izjavio da dok neki glumci mogu izvrsno odigrati Brucea Waynea ili Batmana, Bale može obojicu portretirati kao radikalno različite osobe. Bale je ulogu opisao kao igranje četiri lika: razjarenu Batmanovu osobnost; idiotsku fasadu playboya Brucea Waynea koja odagnava sumnju; mladića u potrazi za osvetom; i starijeg, rasrđenijeg Brucea koji otkriva smisao svog života. Nije mu se svidio kostim koji se brzo zagrijavao što je bilo dobro da ga se dovede u traženo stanje bijesa. Rekao je, "Batman mora biti bijesan, a u tom kostimu postajete zvijer, kakva bi trebao biti Batman - ne čovjek u kostimu, nego drugo stvorenje."
Kako je tijekom priprema za film Nestajanje mnogo izgubio na kilaži, Bale je angažirao osobnog trenera kako bi dobio 45 kilograma u samo dva mjeseca i pripremio se za ulogu. Prvo je dobio željenu kilažu, ali se zabrinuo da li se za ulogu Batmana traži snažni mišićavi muškarac. Bale je shvatio kako njegov izgled ne odgovara ulozi Batmana koji se oslanja na brzinu i strategiju. Do početka snimanja je uspio skinuti višak mišićne mase. Osmogodišnjeg Brucea Waynea odigrao je Gus Lewis.
Michael Caine kao Alfred Pennyworth: Vjerni batler roditelja Brucea Waynea koji nastavlja sa svojim dužnostima i nakon njihove smrti. On je Wayneov čovjek od najvećeg povjerenja. Nolan je smatrao kako bi Caine bio dobar izbor za element poočima koji leži u osnovi samog lika. Iako je Alfredova obitelj u filmu prikazana kao dugogodišnje sluge obitelji Wayne, Caine je za svoj lik osmislio posebnu priču: prije nego što je postao batler Wayneovih, Alfred je bio vojni pilot. Nakon što je ranjen, Thomas Wayne ga je pozvao da postane njihov batler jer "On je tražio batlera, ali i nekog snažnijeg od toga, znate?"
Liam Neeson kao Henri Ducard: Zapravo stvarni Ra's al Ghul koji Brucea podučava nindžitsuu, obliku borilačkih vještina. Scenarist David Goyer je rekao kako je mislio da je Ra's najkompleksniji od svih zlikovaca u Batmanu te ga je usporedio s Osamom bin Ladenom, "On nije lud na način kao drugi zlikovci iz Batmana. On nema potrebu za osvetom; on zapravo pokušava izliječiti svijet. No, to čini ekstremnim drakonskim sredstvima." Neeson je obično igrao uloge mentora pa je otkriće da je on glavni negativac trebalo biti šok za gledatelje.
Katie Holmes kao Rachel Dawes: Bruceova prijateljica iz djetinjstva koja je postala pomoćnica okružnog tužitelja u Gotham Cityju i bori se protiv korupcije u gradu. Nolan je u Holmes pronašao "ogromnu toplinu i veliki emocionalni poriv" te je dodao kako "ona ima zrelost koja nije karakteristična za njezine godine, a u filmu predstavlja savjest Brucea Waynea".
Gary Oldman kao Narednik James Gordon: Jedan od nekoliko nekorumpiranih policajaca u Gotham Cityju. On je bio policajac na dužnosti one noći kad su ubijeni Wayneovi. Time dijeli povezanost s odraslim Bruceom, a onda i Batmanom. Nolan je Oldmana isprva htio angažirati za ulogu jednog od negativaca, ali kad je Chris Cooper odbio ulogu Gordona kako bi proveo više vremena s obitelji, odlučio je kako bi za Oldmana nova uloga bila osvježavajuća. "Ja utjelovljujem teme filma: obiteljske vrijednosti, hrabrost i suosjećajnost i osjećaj za pravdu i nepravdu, dobro i zlo te pravdu", rekao je Oldman o svom liku. Oldman je većinu svojih scena snimio u Britaniji. Goyer je istaknuo kako je Gordonov izgled temeljen na stripu Davida Mazzucchellija Batman: Year One.
Cillian Murphy kao Dr. Jonathan Crane / Strašilo: Psihofarmakolog zaposlen u umobolnici Arkham koji je razvio halucinogene otrove. Prerušava se u Strašilo kako bi strašio druge i proučavao strahove i fobije. Prije nego što ga je angažirao za ulogu Strašila, Nolan je odbacio ideju da on utjelovi Batmana. Murphy je pročitao brojne stripove sa Strašilom i razgovarao s Nolanom kako bi lik dočarao što manje teatralno. Murphy je objasnio, "Htio sam izbjeći izgled iz Worzel Gummidgea. Jer on nije fizički impozantan čovjek nego netko tko se više zanima za manipulaciju uma i do čega to može dovesti."
Morgan Freeman kao Lucius Fox: Visoko rangirani zaposlenik Wayne Enterprises koji je degradiran na mjesto u Odjelu za primijenjene znanosti kompanije, gdje se upušta u napredne studije iz biokemije i strojarstva. Fox opskrbljuje Waynea brojnim napravama potrebnima za Batmanove misije, a ovaj ga kasnije promiče u direktora kompanije. Freeman je bio Goyerov prvi i jedini izbor za ovu ulogu.
Od ostalih članova glumačke postave, u filmu se pojavljuju Tom Wilkinson kao kriminalistički boss Carmine Falcone, dominantna figura gothamskog podzemlja; Rutger Hauer kao William Earle, predsjednik uprave Wayne Enterprises koji preuzima kompaniju nakon dugogodišnjeg izbivanja Brucea Waynea; Ken Watanabe kao Ra's al Ghulov prerušeni dvojnik; Mark Boone Junior kao Gordonov korumpirani partner detektiv Arnold Flass; Colin McFarlane kao načelnik policije Gillian B. Loeb; Linus Roache i Sara Stewart kao Thomas i Martha Wayne, Bruceovi roditelji; Richard Brake kao Joe Chill, ubojica Wayneovih; i Rade Šerbedžija kao beskućnik, prva osoba koju Bruce susreće pri odlasku iz Gothama, i prvi civil koji je ugledao Batmana.

## Produkcija

### Razvoj
Warner Bros. je u siječnju 2003. angažirao redatelja Christophera Nolana kako bi režirao neimenovani film o Batmanu, a David S. Goyer je dva mjeseca poslije potpisao ugovor za scenarij. Nolan je izjavio kako mu je namjera obnoviti filmsku franšizu o Batmanu "koristeći priču o podrijetlu lika, što je priča koja nikad dosad nije bila ispričana". Dodao je kako će osnova filma biti humanost i realizam, a "Batmanov svijet surova realnost. Bit će prepoznatljiv, suvremena stvarnost uz uspon izvanredne herojske figure." Goyer je rekao kako je cilj filma da se publika poistovjeti i s Batmanom i Bruceom Wayneom. Nolan je smatrao kako su prijašnji filmovi bili stilske vježbe, a ne drama, dok je svoju inspiraciju opisao u obliku Supermana Richarda Donnera iz 1978., koji naglasak stavlja na uspon glavnog junaka. Slično kao i u Supermanu, Nolan je htio zvjezdanu postavu u sporednim ulogama kako bi filmu dao osjećaj spektakla, a priči vjerodostojnost.
Nolanova polazna točka bila je Batman: The Man Who Falls, kratka priča o Bruceovu putovanju oko svijeta. Rana scena u filmu u kojoj Bruce Wayne pada u bunar adaptirana je iz te priče. Goyera je inspirirao strip Batman: The Long Halloween, autora Jepha Loeba i crtača Tima Salea, a lik zlikovca Carminea Falconea bio je jedan od mnogih elemenata iz ozbiljnog pristupa tog stripa. Scenaristi su razmišljali da u film ubace i Harveyja Denta, ali su ga zamijenili likom Rachel Dawes. Kao utjecaj je poslužio i nastavak spomenutog stripa, Batman: Dark Victory. Denta je kasnije utjelovio Aaaron Eckhart u nastavku iz 2008. nazvanom Vitez tame. Goyer je iskoristio višegodišnju odsutnost Brucea Waynea prikazanu u Batman: Year One kako bi osmislio neke kasnije događaje iz filma. Osim toga, narednik James Gordon iz filma je bio temeljen na strip verziji iz izdanja Year One. Scenaristi su iskoristili i zaplet Franka Millera iz Year One o korumpiranoj policiji koja je dovela do Gordona i potrebe za Batmanom.

### Snimanje
Kao što je to bio slučaj i s njegovim drugim filmovima, Nolan je odbio pomoćnu ekipu kako bi svoju viziju održao konzistentnom. Snimanje je započelo u ožujku 2004. na ledenjaku Vatnajokull na Islandu (zamjena za Butan). Ekipa je izgradila selo i vanjska vrata Ra'sova hrama, kao i okolno područje. Vrijeme je bilo problematično, s udarima vjetra od 121 km/h, kišom i nedostatkom snijega. Snimatelj Wally Pfister je planirao snimati kamerom na kranu, ali je sve morao napraviti kamerom iz ruke.
Tražeći inspiraciju iz Supermana i drugih blockbustera kasnih sedamdesetih i ranih osamdesetih, Nolan je većinu produkcije temeljio u Engleskoj, posebno u studijima Shepperton. Ondje je izgrađena Batšpilja, a mjere su joj bile 76 metara dužine, 37 metara širine i 12 metara visine. Scenograf Nathan Crowley je instalirao dvanaest pumpi kako bi stvorio vodopad s 55 000 litara vode te sagradio stijene koristeći zemlju iz pravih špilja. Warner Bros. je u siječnju 2004. zakupio zrakoplovni hangar u Cardingtonu u okrugu Bedfordshire. Ondje su setovi Narrowsa i jednotračne pruge zauzeli prostor od 270 metara.
Mentmore Towers su izabrani u konkurenciji od dvadeset različitih lokacija za imanje Wayneovih jer su se Nolanu i Crowleyju svidjeli bijeli podovi koji su odavali dojam imanja u stilu spomenika Wayneovih roditelja. Građevina koja je trebala predstavljati umobolnicu Arkham bila je Nacionalni institut za medicinska istraživanja u Mill Hillu, sjeverozapadno od Londona. Sveučilište u Londonu poslužilo je za sudske prostorije. Neke scene, uključujući potjeru Batmobilom, snimljene su u Chicagu na lokacijama kao što su Lower Wacker Drive i 35 East Wacker. Vlasti su pristale dignuti Franklin Street Bridge za scenu u kojoj biva prekinut prilaz Narrowsu.
Unatoč mračnom izgledu filma, Nolan je film htio učiniti prikladnim raznim uzrastima. "Ne najmlađoj djeci, naravno, mislim da je ono što smo napravili malo prežestoko za njih, ali nisam htio isključiti uzraste od 10 do 12 godina, jer bih kao dijete volio pogledati ovakav film." Zbog toga nije snimljeno ništa krvavo.

### Dizajn
Nolanu je za izvor inspiracije poslužio kultni SF film Blade Runner. Prikazao ga je snimatelju Wallyju Pfisteru i još dvojici kako bi im pokazao pristup i stil koji je htio postići za film. Nolan je svijet iz filma opisao riječima, "to je zanimljiva lekcija o tehnici iskorištavanja i prikazivanja vjerodostojnog svijeta za koji se čini kako nema granica".
Nolan je izgled Gotham Cityja dogovarao sa scenografom Nathanom Crowleyjem. Crowley je izgradio model grada koji je zauzeo Nolanovu garažu. Crowley i Nolan su ga osmislili kao veliki, moderni megapolis koji će odražavati razna razdoblja arhitekture kroz koja je grad prošao. Uzeti su elementi New York Cityja, Chicaga i Tokija; potonji zbog nadzemne željeznice i jednopružne željeznice. Narrows je nastao na temelju ruševne prirode (danas srušene) četvrti Kowloon u Hong Kongu.

### Specijalni efekti
Nolan je preferirao tradicionalne kaskaderske scene nauštrb digitalne tehnologije. Makete su korištene kako bi se prikazali Narrows i hram Ra's al Ghula. No, bilo je kadrova snimljenih složenom digitalnom tehnologijom koji su zapravo bili niz raznih slika. Primjeri su obzor Gotham Cityja, eksterijerni kadrovi Wayne Towera i neki eksterijerni kadrovi jednotračne željeznice.
Šišmiši su u potpunosti bili djelo digitalne tehnologije jer je pala odluka kako bi upotreba pravih šišmiša bila problematična. Mrtvi šišmiši su bili skenirani kako bi se izradili digitalni modeli.

### Soundtrack
Glazbu za film skladali su Hans Zimmer i James Newton Howard. Nolan je originalno pozvao Zimmera da sklada glazbu, a Zimmer je zamolio redatelja da pozove i Howarda jer su uvijek planirali suradnju. Dvojica skladatelja napisali su različite teme za "podvojenu ličnost" Brucea Waynea i njegova alter ega, Batmana. Zimmer i Howard počeli su skladati u Los Angelesu, a kasnije su se preselili u London gdje su ostali dva tjedna kako bi dovršili većinu posla. Zimmer i Howard crpili su glazbenu inspiraciju posjećujući setove filma.
Zimmer je htio izbjeći pisanje već gotove glazbe, pa je aranžman postao spoj orkestralne i elektroničke glazbe. Orkestar od 90 članova koji je izvodio glazbu bio je sastavljen od raznih londonskih orkestara, a Zimmer je odlučio koristiti veći broj čela od onog uobičajenog. Dodao je i dječački sopran za glazbu iz scena u kojoj se prikazuju tragične uspomene na Bruceove roditelje. Batmanu je htio dodati i humanu dimenziju jer je njegovo ponašanje često "psihotično". Dva skladatelja doprinijeli su s dva sata i dvadeset minuta glazbe za film. Zimmer je skladao akcijske sekvence, a Howard se fokusirao na dramski dio.

## Teme
Strip scenarist i ilustrator Danny Fingeroth kaže kako je snažna tema u filmu Bruceova potraga za očinskom figurom, rekavši "Alfred je dobar otac na kojeg se Bruce može osloniti. Bruceov pravi otac umro je prije no što su mogli uspostaviti zreli odnos, a Ducard Liama Neesona je krut i zahtjevan, poučan i izazovan, ali ne i očinska figura s osjećajem sućuti. Ako je Bruce ičiji sin, onda je Alfredov. Freemanov Lucius je hladan i miran, još jedan oslonac u Bruceovu životu." Profesor engleskog Mark Fisher sa Sveučilišta u Floridi izjavio je da Bruceova potraga za pravdom od njega zahtjeva da uči od prave očinske figure, a Thomas Wayne i Ra's al Ghul su dva suprotna ekstrema. Alfred predstavlja majčinsku figuru bezuvjetne ljubavi, unatoč manjku fokusa na figuru majke u Bruceovu životu.
Fingeroth tvrdi kako je jedna od glavnih tema filma strah, što podupire priču o Bruceu Wayneu koji postaje junak. Redatelj Christopher Nolan je izjavio kako je ideja filma bila "osoba koja će se suočiti sa svojim najdubljim strahom i pokušati biti to isto". Fingeroth je osvrnuo na ovaj opis filma riječima "čovjek sa strahom - ali koji se uzdiže iznad njega". Tema straha nadalje je personificirana izborom antagonista, Strašila. Film prikazuje kako strah može utjecati na sva bića bez obzira na veličinu. Aluzije na strah mogu se vidjeti tijekom cijelog filma, od Bruceova suočavanja sa svojim demonima, preko preobrazbe u Batmana, do Strašila i njegova smrtonosnog otrova. Stravične, izobličene prikaze potaknute udisanjem otrova također izražavaju ideju užasa do krajnjih granica.

## Reakcije

### Kritike
Prema 250 recenzija na Rotten Tomatoesu, Batman: Početak ima rejting od 84 posto. Na Metacriticu je ukupna ocjena 70 posto na temelju 41 recenzije.
James Bernardinelli je hvalio Nolanov i Goyerov uradak koji je objasnio "tko je Batman i što ga motivira", nešto što je prema njemu nedostajalo filmu Tima Burtona; u isto vrijeme, Bernardinelli je napisao kako romantični aspekt između Balea i Holmes nije funkcionirao zbog manjka kemije koju su dijelili Christopher Reeve i Margot Kidder (Superman) ili Tobey Maguire i Kirsten Dunst (Spiderman).
Kenneth Turan iz Los Angeles Timesa, koji je smatrao kako da je film počeo sporo, rekao je da su "priča, psihologija i stvarnost, ne specijalni efekti", pomogli mračnom ugođaju iza Batmanova arsenala; naglasio je da Neeson i Holmes, za razliku od Baleove sposobnosti da "osjeti svoju ulogu do kosti", nisu dorasli svojim likovima "u smislu da su arhetipi stvarnih osoba i onih iz stripova". David Denby iz New Yorkera nije dijelio Bernardinellijevo i Turanovo mišljenje. Nije bio impresioniran filmom nakon što ga je usporedio s ona prva dva Burtonova te je dodao kako pojava Christiana Balea ukočena "mlakom revnošću scenarija", vrhunac filma bio je "klišejiziran i neuzbudljiv" te da Nolan pribjegava imitiranju svega lažnog što koriste drugi redatelji pri snimanju akcijskih sekvenci.
Michael Wilmingotn iz Chicago Tribunea je smatrao kako su Nolan i Miller uspjeli "konformistički iskombinirati dramu i motive osvete s jefitinim trikovima i aluzijama na stripove". Strip scenarist i urednik Dennis O'Neil je izjavio kako je smatrao "da su producenti uistinu razumjeli lik kojeg su prevodili", navevši film kao najbolji od filmova o Batmanu. Suprotno tome, J.R. Jones iz Chicago Readera je kritizirao scenarij, te Nolana i Goyera što se nisu uživjeli u "istraživanje Batmanove poremećene psihe". Roger Ebert, koji je prethodnim filmovima dijelio podijeljene recenzije, ovaj put je napisao "ovo je film o Batmanu kakav sam čekao; točnije, ovo je film za koji nisam bio svjestan da sam ga čekao". Davši mu četiri zvjezdice, komentirao je realistične prikaze Batmanova odijela - Batkostima, Batšpilje, Batmobila i Batsignala - kao i fokus na "priču i lik" s manje usmjerenosti na "high-tech akciju".
Kao i Bernardinelli, Mike Clark iz USA Today je smatrao kako je Bale odigrao Batmana jednako dobro kao i Patricka Batemana u Američkom psihu, ali veza između Brucea Waynea i Rachel Dawes je bila "frustrirajuće nerazvijena". Kyle Smith je rekao kako je Bale prikazao "i napast i lukavost kakvu je pokazao u briljantnoj ulozi u Američkom psihu" te da film funkcionira tako dobro zbog realizma: "Batman počinje otkrivati svaki sloj kriminala u Gothamu samo kako bi otkrio bolesnije i monstruoznije zlo ispod, a njegov pokvareni grad podsjeća na New York s poečtka devedesetih kad su kriminalci činili po pet ubojstava dnevno; New York u Serpicu, kad su policajci bili za prodaju; i danas, kad nas psihopati pokušavaju ubiti sve odmah, a ne jednog po jednog." Stephanie Zacharek sa Salon.com je napisala kako Nolan nije donio emocionalnu dubinu koja se očekivala od "jednog od najosjećajnijih i najizmučenijih superjunaka uopće"; smatrala je kako se Bale, za razliku od Michaela Keatona s kojim ga je usporedila, nije uspio povezati s publikom ispod maske, ali da Gary Oldman uspijeva u "emocionalnoj kompleksnosti" ondje gdje to filmu ne uspijeva. Međutim, Tim Burton je bio mišljenja kako je Nolan "uhvatio pravi duh onoga što se danas očekuje od ovakvih filmova. Kad sam snimao Batmana prije dvadeset godina, 1988. ili tako nešto, bilo je to drugačije vrijeme što se tiče filmova o stripovima. Niste još mogli prodrijeti u tamnu stranu stripa. Zadnjih par godina je to postalo prihvatljivo, a Nolan sasvim sigurno zna o čemu govore stripovi o Batmanu."

### Box office
Batman: Početak počeo se prikazivati 15. lipnja 2005. u SAD-u i Kanadi u 3,858 kina. Ubrzo se našao na vrhu po zaradi u prvom vikendu, zaradivši 48,745,440 dolara. Zarada u prvih pet dana iznosila je 72,9 milijuna dolara čime je film potukao Batman zauvijek (1995.) kao najuspješniji u franšizi. Anketirani gledatelji ocijenili su film ocjenom A, a prema studijskim izvještajima, Batman: Početak je smatran najboljim od svih filmova o Batmanu. 57 posto publike je bilo muškog spola, a od svih ukupno 54 posto su bili stariji od 25 godina.
Film je zadržao prvo mjesto i nakon drugog vikenda uz zaradu od 27,589,389 dolara, što je bio pad od 43 posto. Ukupna zarada je na kraju iznosila 371,853,783 dolara. To je treći najuspješniji film do danas, iza Burtonova Batmana, koji je zaradio 411,348,923 dolara, dok Vitez tame drži rekord s trenutnih 923,654,000 dolara. U usporedbi s prethodnim filmovima o Batmanu, Batman: Početak je po kinu zaradio 12 634 dolara, što je najmanje od svih filmova. Objavljen je u više kina, ali je prodao manje karata od drugih, uz iznimku Batmana i Robina. Bio je osmi najuspješniji film 2005. u Americi.

### Kućna izdanja
DVD izdanje filma objavljeno je 18. listopada 2005. na jednostrukom i dvostrukom luksuznom izdanju. Osim filma, specijalno izdanje je sadržavalo kratke filmove i druge bonus materijale. U izdanju su se našle i mala brošura, prva priča o Batmanu Detective Comics br. 27, kao i Batman: The Man Who Falls i izvadak iz Batman: The Long Halloween. Batman: Početak bio je na prvom mjestu po prodaji u Americi i posuđivanju u videotekama u listopadu 2005., postavši najprodavaniji DVD u četvrtom kvartalu te godine. DVD je posuđivanjem zaradio 11,36 milijuna dolara.
Batman: Početak 10. listopada 2006. je objavljen na HD DVD-u. Limited Edition Gifset filma objavljeno je na DVD-u i Blu-rayu 8. srpnja 2008., kako bi se podudarilo s premijerom Viteza tame 18. srpnja 2008. No, zbog ogromnog uspjeha Viteza tame, DVD izdanje je podbacilo i u prodaji i u posuđivanju.

### Nagrade
Wally Pfister bio je nominiran za Oscar za najbolju fotografiju. Bila je to jedina nominacija za Oscara. Film je nominiran za tri BAFTA nagrade. Samo nekoliko mjeseci nakon premijere filma, Batman: Početak je izabran za 36. najbolji film svih vremena od strane čitatelja časopisa Empire. Američko društvo skladatelja, pisaca i izdavača (ASCAP) 2006. je nagradilo Jamesa Newtona Howarda, Hansa Zimmera i Ramina Djawadija nagradom ASCAP za glazbu. Film je kasnije nominiran i za tri Nagrade Saturn: najbolji fantastični film, najbolji glumac za Christiana Balea i najbolji scenarij za Nolana i Goyera. Christian Bale je osvojio MTV-jevu nagradu za najboljeg junaka. No, izvedba Katie Holmes nije dobro primljena te je nominirana za Zlatnu malinu za najgoru sporednu glumicu. Film je osvojio i nagradu za najbolji film Total Filma, iako su za njega glasali najviše obožavatelji.

## Utjecaj
Shawn Adler s MTV-a je izjavio kako je Batman: Početak pokrenuo trend mračnijih filmova koji su se vraćali na početak nekog serijala ili su obnavljali neku franšizu. Naveo je primjere Casino Royalea, kao i razvoj projekata kao što su RoboCop, Crvenokosa Sonja i He-Man. Redatelji, scenaristi i producenti koji su spomenuli film kako bi opisali svoje projekte bili su: Jon Favreau i Iron Man, Edward Norton i Nevjerojatni Hulk; Joseph McGinty Nichol i Terminator Salvation (u kojem će također nastupiti Bale); Damon Lindelof i Zvjezdane staze; Lorenzo di Bonaventura i G.I. Joe: Rise of Cobra, te čak Hugh Jackman i X-Men Origins: Wolverine.

## Vanjske poveznice
- Službena stranica
- Analiza filma na IGN-u
- Analiza stripa i filma na IGN-u
- Batman: Početak u internetskoj bazi filmova IMDb-a
- Batman: Početak na Rotten Tomatoes
- Batman: Početak na Box Office Mojo